# 경기창조고등학교
경기창조고등학교(京畿創造高等學校)는 대한민국 경기도 안성시 공도읍 만정리에 있는 공립 고등학교이다.

## 학교 연혁
- 2009년 8월 20일 : 경기창조고등학교 설립인가(인문계 남․여, 1개 학년 10학급)
- 2010년 3월 1일 : 경기도교육청 혁신학교 지정
- 2010년 3월 1일 : 개교 및 초대 조충신 교장 취임
- 2010년 3월 2일 : 제1회 신입생 입학 (남․여 9학급 321명)
- 2010년 6월 11일 : 교육과학기술부 교과교실제 선진형 지정
- 2013년 2월 7일 : 제1회 졸업식 (남·여 9학급 316명)
- 2014년 3월 1일 : 경기도교육청 혁신학교 재지정
- 2020년 3월 1일 : 교육부 고교학점제 연구학교 지정
- 2021년 3월 1일 : 교육부 혁신학교 지정
- 2023년 9월 1일 : 제5대 김철민 교장 취임
- 2024년 1월 4일 : 제12회 졸업식(남.여 10학급 290명) [졸업생 누계 3,920명]
- 2024년 3월 4일 : 제15회 신입생 입학(남.여 10학급 345명)

## 참고 자료
- 경기창조고등학교 - 한국교육학술정보원 학교알리미